# Richard II.
Richard II. (6. ledna 1367 – cca 14. února 1400) byl anglický král od roku 1377 do svého sesazení v roce 1399. Richard, syn Eduarda, zvaného „černý princ“, se narodil během vlády svého děda Eduarda III. Když mu byly čtyři roky, stal se nejprve druhým následníkem trůnu, protože jeho starší bratr Eduard z Angoulême zemřel, a poté následníkem trůnu, když v roce 1376 zemřel jeho otec. Jelikož následujícího roku zemřel i dosavadní král Eduard III., Richard ve věku deseti let nastoupil na trůn.
Během prvních let Richardovy vlády byla vláda v rukách několika královských rad. Politické kruhy dávaly přednost tomuto řešení před regentskou vládou, v jejímž čele by stál králův strýc Jan z Gentu, který však přesto měl značný politický vliv. První velkou výzvou jeho vlády bylo Anglické povstání roku 1381, se kterým si král dobře poradil, když hrál hlavní roli při potlačení povstání. Během následujících let však králova závislost na malém počtu dvořanů způsobila mezi politickou veřejností nespokojenost a v roce 1387 řízení vlády převzala skupina šlechticů známých jako Lordi odvolatelé. Do roku 1389 Richard převzal moc zpět a dalších osm let vládl v relativní harmonii se svými bývalými soupeři. O deset let později, v roce 1397, se však Lordům odvolatelům pomstil, když mnohé z nich nechal popravit nebo vyhnat. Další dva roky historici popisují jako Richardovu „tyranii“. Po smrti Jana z Gentu († 1399) král jeho syna Jindřicha z Bolingbroke, který již byl ve vyhnanství, vydědil. Jindřich v červnu 1399 napadl Anglii s nepočetným vojskem, které však rychle rostlo. Původně tvrdil, že jeho cílem je pouze navrácení dědictví, avšak brzy bylo jasné, že jeho záměrem je získat trůn. Díky jen malému odporu Richarda sesadil a sám se dal korunovat na krále Jindřicha IV. Richard zemřel v zajetí následujícího roku – pravděpodobně byl zavražděn.
Jako fyzická osoba byl Richard vysoký, pohledný a inteligentní. Třebaže asi nebyl šílený, jak se dřívější historici domnívali, zdá se, že trpěl určitou poruchou osobnosti, obzvláště ke konci své vlády. Protože byl určitě méně válečníkem než jeho otec i děd, hledal cestu, jak ukončit stoletou válku s Francií, kterou začal Eduard III. Pevně věřil v královské výsadní právo, což jej vedlo k omezení moci šlechty, proto se pak ohledně vojenské ochrany spoléhal na soukromé družiny. Také rozvíjel vytříbené prostředí, kde měl král výsostné postavení a ve středu pozornosti bylo, na rozdíl od bratrského válečnického dvora jeho dědečka, umění a kultura. Richardova posmrtná pověst byla velkou měrou formována Williamem Shakespearem, jehož hra Richard II. líčila Richardovu údajně špatnou vládu a sesazení Bolingbrokem jako klíčové pro války růží v 15. století. Současní historici tuto interpretaci nepřijímají, aniž by Richarda zprošťovali odpovědnosti za svůj konečný neúspěch. Většina odborníků se shoduje, že ačkoli jeho politika nebyla bez precedentu či zcela nerealistická, tak to, jak ji Richard uplatňoval, nebylo pro politickou vládnoucí třídu přijatelné a následně to vedlo k jeho pádu.

## Mládí

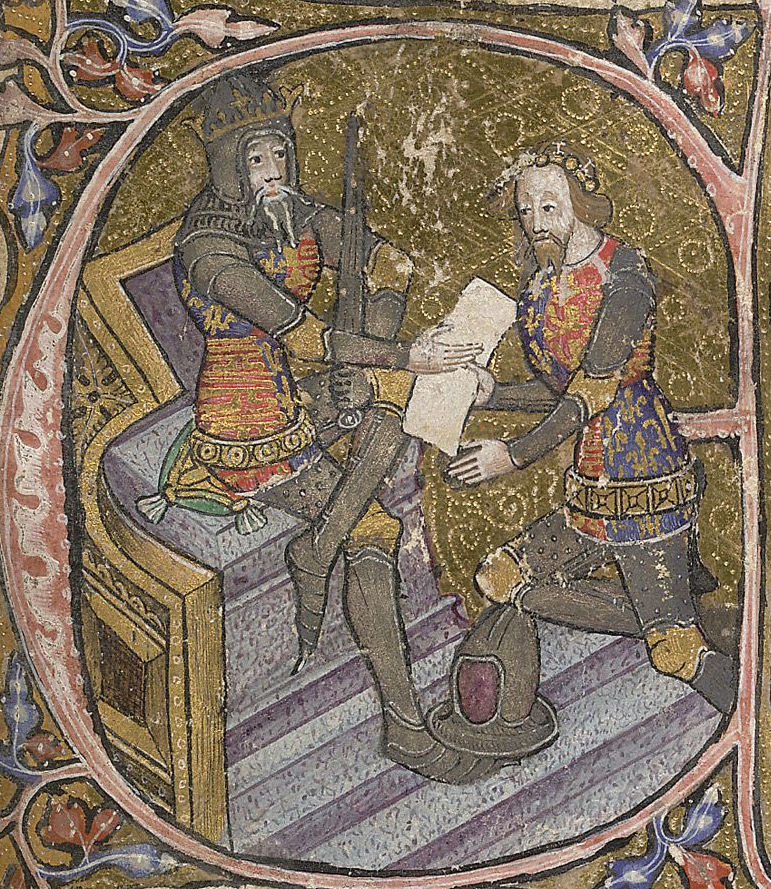
iluminovaná iniciála v manuskriptu ze 14. století, zobrazující Eduarda zvaného „černý princ“, jak klečí před svým otcem, králem Eduardem III.

Richardovým otcem byl Eduard zvaný „černý princ“ a jeho matkou byla Jana z Kentu. Eduard, kníže velšský a původně dědic trůnu, byl významným vojenským velitelem během počáteční fáze stoleté války, obzvláště pak v bitvě u Poitiers roku 1356. Po dalších vojenských dobrodružstvích se však ve Španělsku roku 1370 nakazil úplavicí, a protože se nikdy zcela nezotavil, musel se následujícího roku vrátit do Anglie. Jana z Kentu byla zprvu předmětem pře o její ruku mezi šlechtici a vojenskými veliteli Thomasem Hollandem a Williamem Montacutem, z níž vyšel vítězně Holland. Za necelý rok po Hollandově smrti v roce 1360 se Jana z Kentu vdala za prince Eduarda. Sňatek vyžadoval souhlas od papeže, jelikož Jana a Eduard byli bratranec a sestřenice: oba byli vnoučaty Eduarda I.
Richard se narodil 6. ledna 1367 v dnešní Francii, v Bordeaux v klášteře sv. Ondřeje, ve městě nacházejícím se v tedy k Anglii patřícím knížectví Akvitánie. Podle tehdejších zdrojů byli jeho narození přítomni tři králové, „král Španělska, král Navarry a král Portugalska“. Jeho starší bratr Eduard z Angoulême zemřel roku 1371 a Richard se tak stal otcovým dědicem. Roku 1376 Černý princ nakonec podlehl své dlouhotrvající nemoci. Dolní sněmovna se upřímně obávala, že by Richardův strýc, Jan z Gentu, mohl trůn uchvátit pro sebe. Z tohoto důvodu princ velmi rychle obdržel titul velšského knížete i ostatní tituly svého otce. 22. června následujícího roku zemřel také Richardův děd, Eduard III., a ve svých deseti letech byl pak Richard 16. července 1377 korunován králem. Politická rozhodnutí opět ovlivnil strach z ambicí Jana z Gentu a byla snaha vyhnout se regentské vládě králových strýců. Místo toho měl královskou moc vykonávat sám král, a to za pomoci několika „trvalých rad“, do nichž Jan z Gentu nebyl vpouštěn. Spolu se svým mladším bratrem Thomasem z Woodstocku, hrabětem z Buckinghamu, se Gentovi nadále dařilo zachovávat si neformální vliv na činnost vlády. Královým poradcům a přátelům, především Simonu de Burley a Aubreymu de Vere, hraběti z Oxfordu, se však stále více dařilo ovládat královské záležitosti a vysloužili si tak nedůvěru dolní sněmovny do té míry, že činnost trvalých rad byla v roce 1380 pozastavena. Stále vzrůstající a rozšiřující se daňová zátěž plus trojí daně z hlavy vybírané mezi lety 1377 a 1381, které byly utraceny za neúspěšné vojenské výpravy na evropský kontinent, přispěly k nespokojenosti lidu a roku 1381 již v nižších vrstvách anglické společnosti existovala obrovská zášť vůči vládnoucím třídám.

## Anglické povstání roku 1381

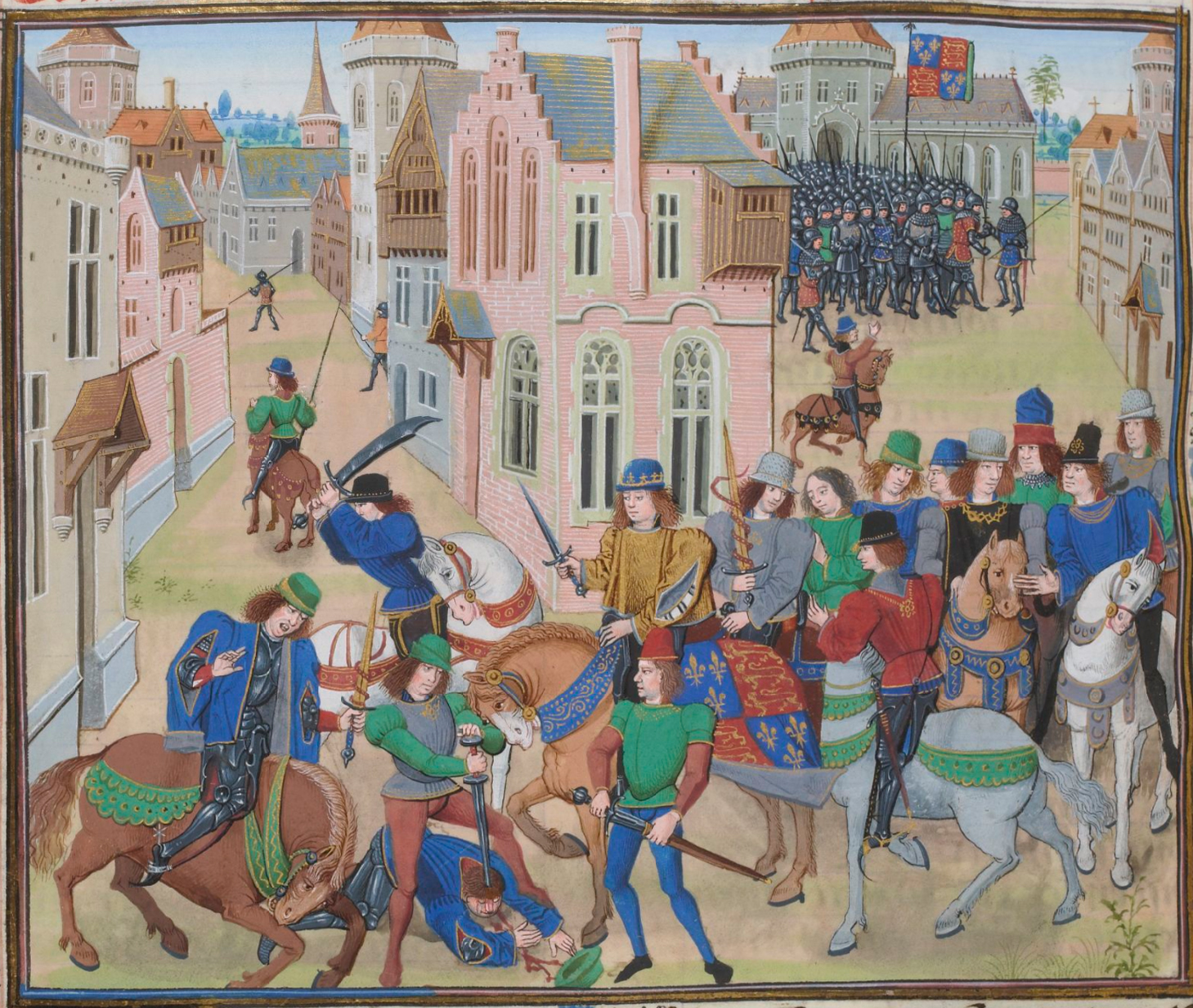
Richard II. sleduje smrt Wata Tylera a obrací se k rolníkům v pozadí: z Gruuthuského manuskriptu Chroniques (Kroniky) Jeana Froissarta (cca 1475).

Ačkoli byla bezprostřední příčinou anglického povstání roku 1381 daň z hlavy toho roku, podstata konfliktu ležela hlouběji, v napětí mezi rolníky a šlechtickými velkými majiteli půdy. Tyto tlaky byly opět způsobeny demografickými důsledky černé smrti (morové epidemie). Povstání začalo v Kentu a Essexu ke konci května a 12. června se houfy rolníků shromáždily v Blackheathu poblíž Londýna pod vedením Wata Tylera, kněze Johna Balla a dalšího vůdce rebelů Jacka Strawa. Palác Savoy patřící Janovi z Gentu byl vypálen a Lord Chancellor (lord kancléř, anglický nejvyšší soudce), arcibiskup canterburský Simon Sudbury i Nejvyšší lord pokladník Robert Hales byli zabiti. Povstalci požadovali úplný zákaz nevolnictví. Král byl i s radními ukryt v londýnském Toweru. Souhlasili, že vláda nemá dostatečnou moc, aby rebely rozprášila, a že jedinou přípustnou možností je vyjednávat.
Dosud je nejasné, nakolik se v té době pouze čtrnáctiletý Richard zapojoval do těchto úvah, ačkoli historici se domnívají, že byl mezi navrhovateli vyjednávání. Král se vydal z Toweru po řece 13. června, ale dav lidí u Greenwiche mu znemožnil přistát, a tak byl přinucen se vrátit zpět. Druhého dne, v pátek 14. června, vyrazil na cestu koňmo a s rebely se setkal u Mile Endu (nyní součástí East Endu v centru Londýna). Král přistoupil na požadavky povstalců, ale tento krok je jen povzbudil a povstalci poté pokračovali v rabování a zabíjení. Richard se s Watem Tylerem setkal znovu následujícího dne u Smithfieldu (v dnešním City), a znovu zdůraznil, že požadavky by měly být splněny, avšak vůdce povstalců nepřesvědčil. Králova posádka začínala být nervózní, vypukla hádka a William Walworth, starosta City, Tylera stáhnul s koně a zabil jej. Situace se poté, co si povstalci uvědomili, co se stalo, vyostřila, ale král jednal s klidem a se slovy:
| „ | Já jsem váš kapitán, následujte mne! | “ |

vedl dav pryč. Walworth mezitím shromáždil dostatečný počet sil, aby rolnickou armádu obklíčil, avšak král jim zaručil milost a svolil, aby se rebelové rozešli a vrátili se domů.
Král brzy udělené výsady svobody a milosti vzal zpět, a protože výtržnosti v jiných částech země pokračovaly, osobně odjel do Essexu povstání potlačit. 28. června v essexském Billericay porazil poslední rebely během menší potyčky, a tak povstání konečně zlikvidoval. Navzdory svému mládí Richard prokázal velkou statečnost a odhodlání se s povstáním vypořádat. Je však zároveň velmi pravděpodobné, že tyto události jej přesvědčily o nebezpečí nepokojů a jejich hrozbě pro královskou moc a pomohly formovat jeho absolutistické postoje, jež měly v budoucnu vést ke zhoubě jeho vlády.

## Plnoletost
Až s rolnickým povstáním se Richard začíná jasněji objevovat v kronikách. Jedním z jeho prvních významných skutků po povstání byla přes rok chystaná svatba s Annou Lucemburskou, dcerou Karla IV., krále českého a císaře římského 20. ledna 1382.
| „                | Krátce po sňatku provodil král Richard královnu od Windsoru a žili pak spolu velmi šťastně. | “ |
| — Jean Froissart |                                                                                             |   |

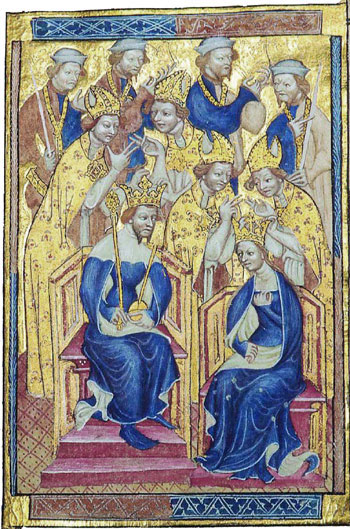
Anna a Richard II. (Liber Regalis - London, Westminster Abbey, MS 38, f. 20)

Sňatek měl diplomatický význam a z české strany byl převážně dílem kardinála Pilea, protože původní původce sňatkové idey, Karel IV., již nebyl mezi živými. Při rozdělení Evropy způsobeném tzv. západním schizmatem bylo na Čechy a Říši římskou nahlíženo jako na potenciální spojence proti Francii ve stále pokračující stoleté válce. Navzdory štědrým peněžním částkám, které od Richarda Annin bratr, římský král Václav IV., obdržel jako půjčku, politická aliance nikdy nevyústila v žádná vojenská vítězství. Manželství bylo bezdětné a Anna v roce 1394 zemřela.
| „                    | ...tato královna, ačkoliv neporodila dítě, přispívala ke slávě a bohatství tohoto království tak, jak byla schopna | “ |
| — Eveshamská kronika | |   |

Při jednáních o sňatku byl nápomocen Michael de la Pole, hrabě ze Suffolku; Měl královu důvěru a jak Richard dospíval, stále více se zapojoval do aktivit na dvoře i ve vládě. De la Pole pocházel ze zbohatlické kupecké rodiny. Když jej v roce 1383 Richard jmenoval lordem kancléřem a o dva roky později ho povýšil na hraběte ze Suffolku, vzbudilo to u tradiční šlechty ještě více antipatií. Dalším členem nejbližšího kruhu kolem krále byl Robert de Vere, hrabě z Oxfordu (synovec Aubreyho de Vere), který se v té době stal královým oblíbencem. Jeho rodokmen, ačkoli sahal daleko do minulosti, byl co se týče anglické aristokracie a pairství (členství ve sněmovně lordů) relativně chudý. Richardovo blízké přátelství s de Verem také odporovalo politickému zřízení. Této nelibosti ještě přitěžovalo, že hrabě v roce 1386 obdržel další titul, a to nově vytvořený: vévoda irský. Kronikář Thomas Walsingham dokonce naznačoval, že vztah krále s hrabětem de Vere byl homosexuální povahy.
Napětí dospělo do kritického stadia kvůli postupu ve válce s Francií. Zatímco dvůr preferoval vyjednávání, Gent a Buckingham vybízeli k rozsáhlé kampani na ochranu anglického majetku. Namísto toho byla vyslána tzv. křížová výprava vedená Henrym le Despencer, biskupem z Norwiche, která však skončila velice nevalně. Richard čelil neúspěchu na evropské pevnině a svou pozornost proto obrátil ke spojenci Francie, Skotsku. V roce 1385 tak vedl král osobně trestnou výpravu na sever, nicméně bez úspěchu a armáda byla nucena se vrátit, aniž by Skoty vůbec zapojila do nějaké bitvy. Mezitím pouze povstání v belgickém Gentu zabránilo Francouzům v invazi do jižní Anglie. Vztah mezi králem a jeho strýcem se nadále zhoršoval kvůli vojenským neúspěchům a roku 1386 Jan z Gentu odjel z Anglie, aby se domáhal trůnu v Království kastilském, když se začaly šířit pověsti o spiknutí proti němu. Když Jan z Gentu opustil zemi, neoficiální vůdcovství rostoucího hnutí nesouhlasu s králem a jeho dvořany převzali Buckingham – který se mezitím stal vévodou z Gloucesteru – a Richard Fitzalan, hrabě z Arundelu.
Během roku 1385 Richard zachránil z vězení kardinála Adama de Eston, který byl ubohou obětí paranoidní podezřívavosti papeže Urbana VI. Ostatních pět zadržených kardinálů bylo po výslechu na mučidlech zavražděno. Adam de Eston byl díky nelidskému mučení postižený až do své smrti roku 1398.

## První krize (1386–88)

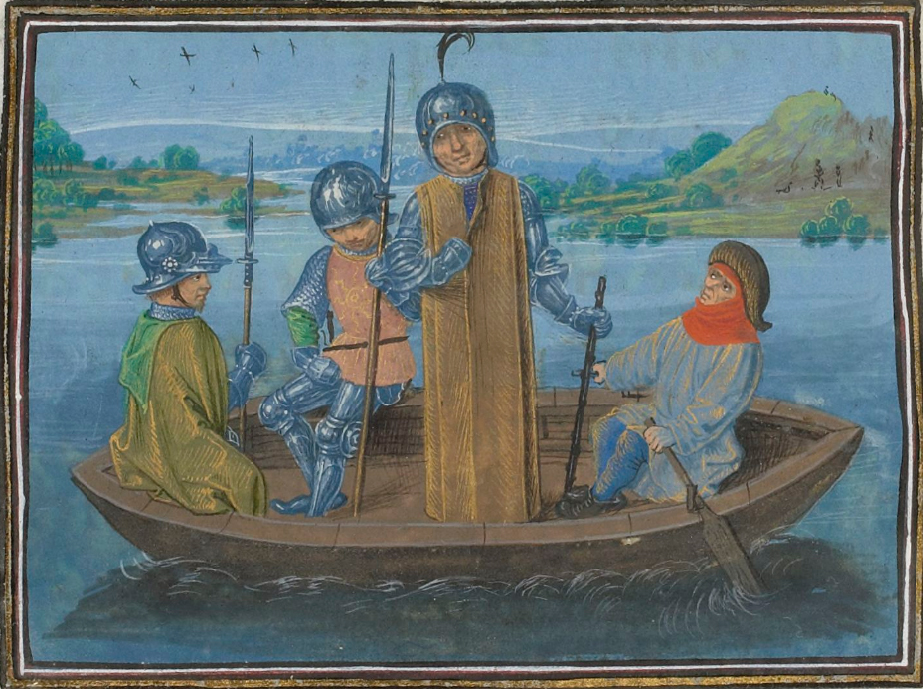
Hrabě Robert de Vere prchající z bitvy u Radcotského mostu v hrabství Oxfordshire (Froissart)

Hrozba francouzské invaze se nezmenšovala, nýbrž do roku 1386 naopak nabývala na síle. Toho roku Michael de la Pole v parlamentu – ve svém postavení kancléře – požadoval na obranu říše zavedení daně neslýchané výše. Parlament než aby souhlasil, raději zareagoval odmítnutím jednat o jakýchkoli požadavcích, dokud nebude odstraněn kancléř. Předpokládá se, že toto shromáždění fungovalo s podporou Gloucestera a Arundela. Král slavně odvětil, „že by na žádost parlamentu nepropustil ani umývačku nádobí z kuchyně.“ Až když mu pohrozili sesazením, byl Richard přinucen se podvolit a nechat de la Pola jít. Na jeden rok byla ustanovena komise, která měla revidovat a řídit královské peněžní záležitosti.
Richard byl tímto veřejným napadnutím jeho královských pravomocí hluboce znepokojen a od února do listopadu 1387 začal objíždět zemi a sbírat pro tento případ podporu. Dosazením de Vera jako soudce z Chesteru začal v hrabství Cheshire budovat loajální vojenskou základnu. Také zabezpečil u druhého nejvyššího soudce, Roberta Tresiliana, zákonné úřední rozhodnutí ujištěním, že chování parlamentu bylo nezákonné a zrádcovské.
Po návratu do Londýna se králi postavili Gloucester, Arundel a Thomas de Beauchamp, hrabě z Warwicku, kteří přinesli odvolání proti zradě de la Pola, de Vera, Tresiliana a dalších dvou loajalistů: londýnského starosty Nicholase Brembra a Alexandra Nevilla, arcibiskupa z Yorku. Richard jednání pozdržel, aby získal čas, poněvadž očekával z Cheshiru de Vera s vojenskými posilami. Tři hrabata poté spojila síly s Jindřichem, hrabětem z Derby (Gentův syn, pozdější Jindřich IV. Anglický) a Thomasem de Mowbrayem, habětem z Nottinghamu – skupina byla pak v historii známa pod jménem Lordi odvolatelé (Lords Appellant). 20. prosince 1387 zastavili de Vera v bitvě u Radcotského mostu, kde byl poražen a donucen ze země uprchnout.
Richard nyní neměl jinou možnost než vyhovět žádosti odvolatelů; Brembre a Tresilian byli odsouzeni a popraveni, kdežto de Vere a de la Pole, kteří už ze země také prchli,, byli odsouzeni v únoru 1388 k smrti v nepřítomnosti. Opatření šla ještě dále: popraveno bylo také mnoho Richardových rytířů, mezi nimiž byl i Burley. Odvolatelé tak úspěšně rozbili králův okruh věrných.

## Křehký mír
Richard během dalších měsíců postupně obnovil královskou moc, a to díky několika faktorům. Za prvé ztroskotala agresivní zahraniční politika Lordů odvolatelů, když se nenaplnilo jejich úsilí o vybudování široké protifrancouzské koalice a severní Anglie se stala obětí skotské invaze. 

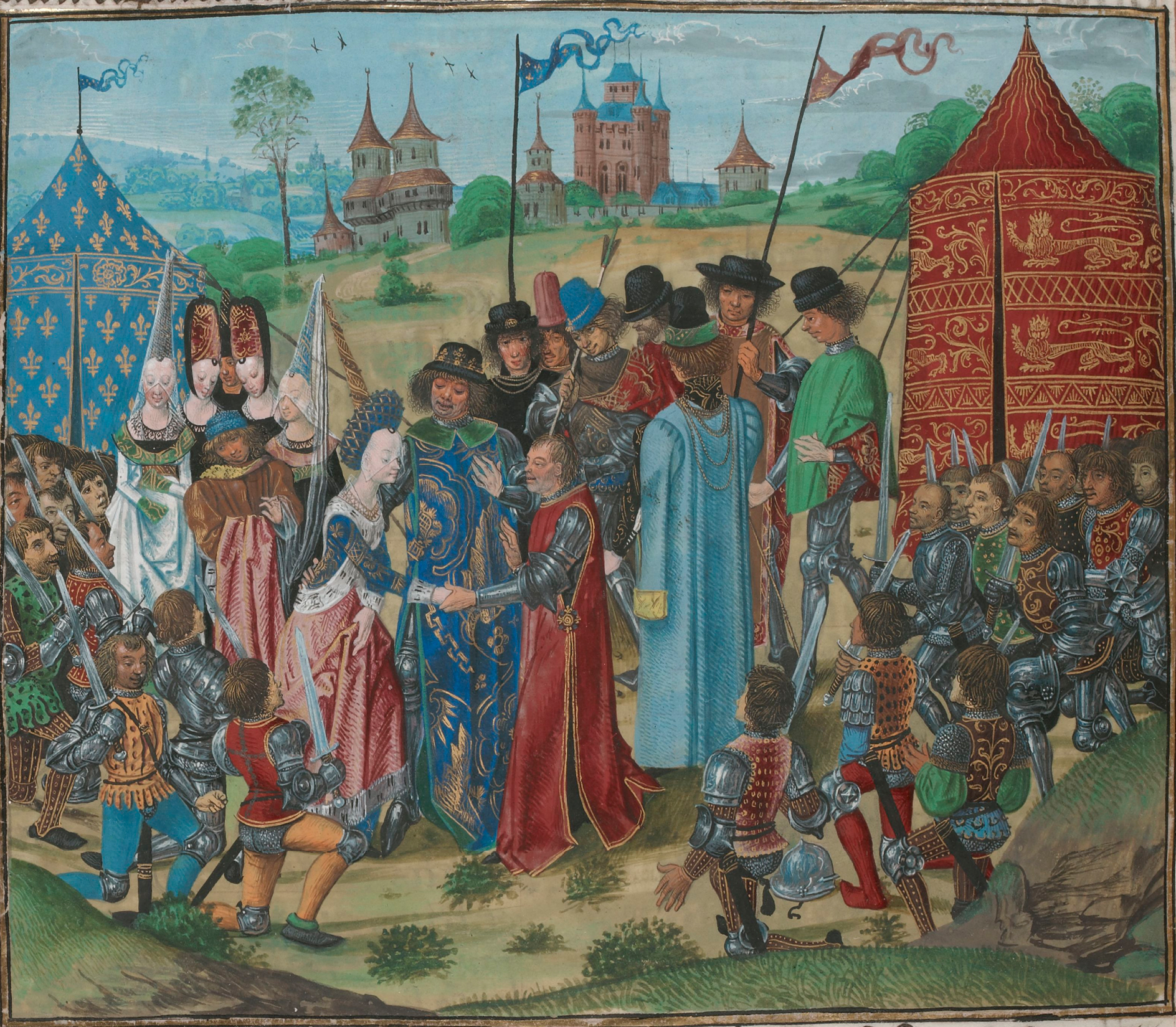
Richardova druhá svatba (miniatura z Froissartovy kroniky)

Za druhé už bylo nyní Richardovi přes dvacet jedna let a mohl sebevědomě požadovat právo vládnout svým vlastním jménem. A konečně se roku 1389 Jan z Gentu vrátil do Anglie, a když byly urovnány rozpory s králem, měl tento starý dobrý státník umírňující vliv na anglické politiky. Richard plně převzal vládu 3. května 1389 a konstatoval, že problémy předchozích let byly způsobeny pouze špatnými poradci. Nastínil politiku, která byla ve velkém rozporu s politikou odvolatelů, protože usiloval o mír a usmíření s Francií, a také slíbil, že to významně sníží daňovou zátěž obyvatel. Po dalších osm let mírumilovně vládl a usmířil se s bývalými odpůrci. I tak však následné události měly ukázat, že se nepřenesl přes pokoření, kterému byl v minulosti vystaven – obzvláště nemohl vymazat z paměti urážku v podobě popravy svého bývalého učitele Sira Simona de Burleyho.

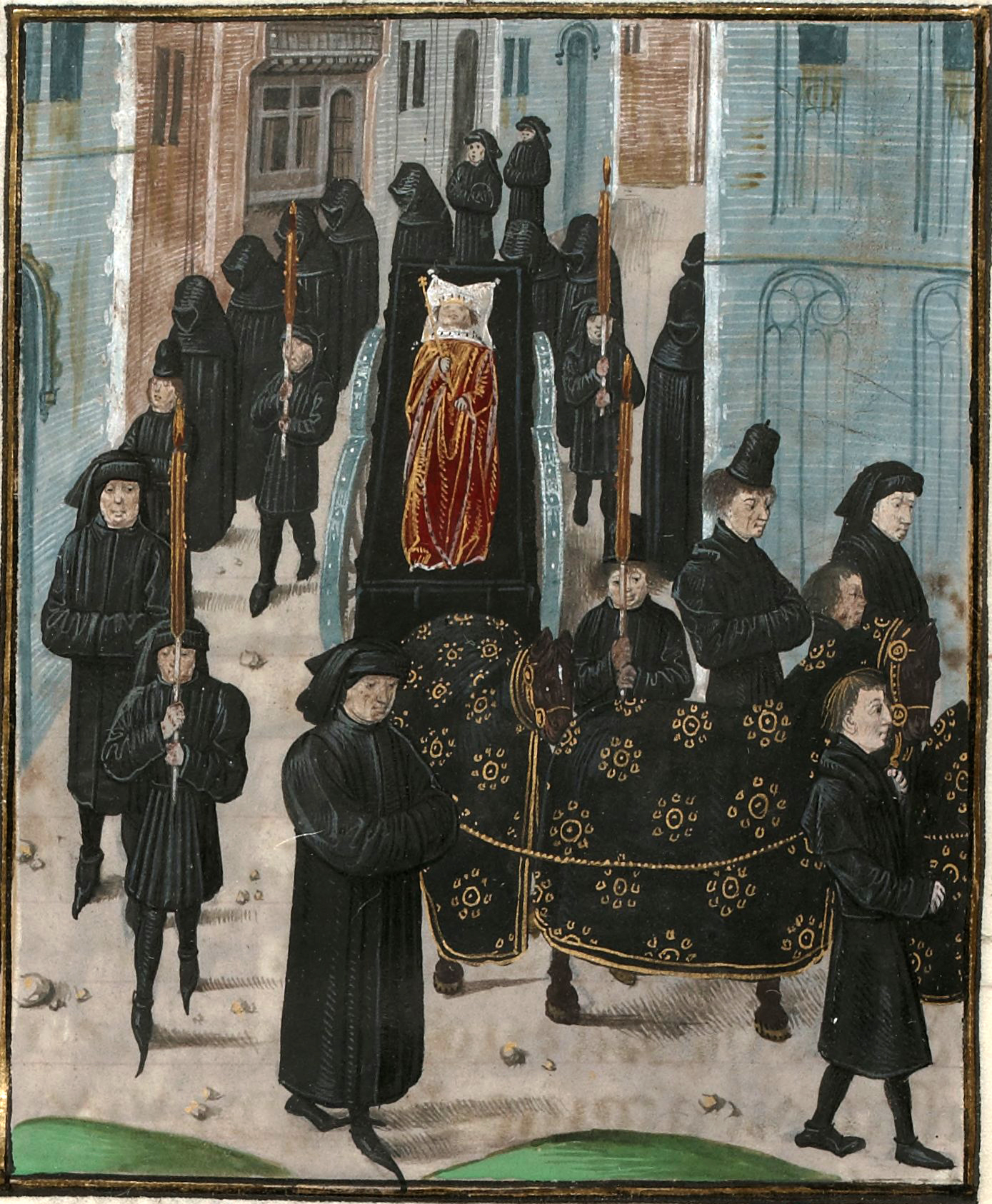
Richardův pohřeb (dobová miniatura z Froissartových kronik)

Když byla zajištěna národní bezpečnost, Richard začal s Francií vyjednávat o trvalém míru. Návrh předložený v roce 1393 by značně rozšířil území Akvitánie, kterou anglická koruna vlastnila. Plán však ztroskotal kvůli podmínce, že anglický král musí složit slib poslušnosti králi Francie, což bylo pro anglickou veřejnost nepřijatelné. V roce 1396 bylo náhradou uzavřeno osmadvacetileté příměří. Jako součást příměří se měl ovdovělý Richard oženit s Isabellou, dcerou Karla VI. Šíleného. Ohledně sňatku však existovaly pochybnosti; protože princezně bylo pouhých šest let a tak se předpokládalo, že ještě mnoho let nebude moci porodit následníka.
Zatímco s Francií se Richard snažil o mír, k situaci v Irsku se postavil zcela jinak. Anglickým panstvím v Irsku hrozily nájezdy a angloirští páni prosili krále o intervenci. Na podzim 1394 Richard tedy odjel do Irska, kde zůstal až do května 1395. Jeho vojsko čítající přes 8 000 mužů bylo největším, které bylo na ostrov v pozdním středověku přivedeno. Výprava byla úspěšná a jejím výsledkem bylo mj. podřízení se irských náčelníků anglické nadvládě. Tento odvážný podnik byl jedním z největších úspěchů Richardovy vlády a posílil domácí podporu krále, ale upevnění anglické moci v Irsku nemělo mít dlouhého trvání.

## Konec vlády
V roce 1397 se Richard II. zřejmě cítil dostatně silný a začal se zbavovat mocných mužů, jako byli vévodové z Gloucesteru, Arundelu a Warwicku. Jeho strýc Jan z Gentu zemřel v únoru 1399 a Richard vydědil jeho syna Jindřicha z Bolingbroke, který v té době žil v exilu v anglických državách ve Francii (král jeho vyhnanství prodloužil na doživotí). V květnu toho roku se spolu se svými věrnými šlechtici přeplavil na výpravu do Irska.
Jindřich z Bolinbroke se v jeho nepřítomnosti vylodil v Anglii a postupně přítomné šlechtice získával na svou stranu. 19. srpna 1399 se mu Richard vzdal na hradě Flint ve Walesu. Oficiální verze zněla, že 29. září Richard dobrovolně souhlasil se svou abdikací ve prospěch Jindřicha. Ačkoliv to zřejmě nebyla pravda, parlament, který se sešel 30. září, Richardovu abdikaci přijal. 13. října 1399 byl Jindřich Bolingbroke korunován jako Jindřich IV.
Ačkoliv byl Jindřich nejspíš ochotný nechat Richarda naživu, vše se změnilo, když vyšlo najevo, že hrabata z Huntingdonu, Kentu, Somersetu a Rutlandu a Thomas Despenser – mužové zbavení hodností, které jim udělil Richard II. – plánují nového krále zavraždit a na trůn vrátit Richarda. Uměnímilovný král, jenž společně s první manželkou podporoval básníka Geoffreyho Chaucera, skončil svůj život ve vězení na hradě Pontefract, kde byl pravděpodobně zavražděn či umořen hlady. Původně byl pohřben v kostele v King’s Langley. Až třináct let poté na začátku vlády Jindřicha V., který chtěl umlčet zvěsti o tom, že Richard je stále naživu, a možná i jako pokání za vraždu, které se jeho otec dopustil, byl pochován podle své vůle po boku své milované manželky Anny Lucemburské ve Westminsterském opatství.

## Dvorní kultura a mecenášství
V posledních letech Richardovy vlády a obzvláště během prvních měsíců roku 1397 po potlačení odvolatelů se král v zemi těšil skutečnému mocenskému monopolu, což byla ve středověké Anglii relativně vzácná situace. V tomto období se mohla začít objevovat specifická dvorní kultura, která se velmi lišila od kultury dřívější. Vyvinula se nová forma oslovení; král byl předtím oslovován jednoduše „výsosti“, nyní se však často říkalo „královské veličenstvo“. Říkalo se, že při velkých slavnostech seděl Richard celé hodiny na trůně v královské síni, aniž by řekl slovo, a kdokoli, na kom spočinulo jeho oko, musel před králem pokleknout. Inspirace pro tuto novou okázalost a důraz na důstojné chování měla původ ze dvorů kontinentální Evropy: nejen z francouzských a českých dvorů, odkud pocházely Richardovy dvě manželky, ale také od dvora, který udržoval Černý princ, když sídlil v Akvitánii.
Richardův přístup ke trůnu byl zakořeněn v pevné víře v tzv. Královské privilegium, pro které se inspiroval ve svém raném dětství, kdy byla jeho královská moc ohrožena nejdříve rolnickými povstáními a pak lordy odvolateli. Richard odmítl přístup svého děda, Eduarda III, který zaujal vůči šlechtě. Eduardův dvůr byl válečnický, založený na vzájemné závislosti krále a jeho nejdůvěrnějších šlechticů jako vojenských vůdců. Z Richardova pohledu toto vkládalo nebezpečně velkou moc do rukou šlechty. Aby se vyhnul závislosti na ní kvůli válečnému verbování, snažil se o vyjednávání míru s Francií. Zároveň vychoval svou soukromou družinu, která byla větší než družina všech předchozích králů, a dal jim uniformy se svým emblémem bílého jelena, které mají na sobě také andělé z Wiltonského Diptychu. Potom mohl snadno rozvíjet dvořanské prostředí, ve kterém král byl jakousi vzdálenou, uctívanou osobou a v centru dění stálo namísto válečnictví spíše umění a kultura.
Součástí Richardova programu v prosazování své autority bylo, že se také snažil kultivovat královskou image. Na rozdíl od předešlých anglických králů se nechal se vznosným majestátem vyobrazovat v malbách na dřevo, z nichž se dochovaly dvě: portrét krále v nadživotní velikosti ve Westminster Abbey (c. 1390, viz výše) a Wiltonský diptych (1394–99), přenosné dílo, které mělo pravděpodobně Richarda doprovázet při jeho kampani v Irsku. Je to jeden z mála dochovaných příkladů anglického malířského stylu dvořanské mezinárodní gotiky, který se vyvinul na dvorech kontinentální Evropy, obzvláště v Praze a Paříži. Richardovy výdaje za šperky, luxusní textilie a kovářská díla byly vyšší než za malby, ale stejně jako u jeho iluminovaných manuskriptů sotva existují nějaká dochovaná díla, která mohou být s ním spojená, tedy kromě koruny „jednoho z nejúžasnějších úspěchů gotických zlatníků“, jež pravděpodobně patřila Anně.

Westminsterský palác na počátku 19. st.

Mezi Richardovy nejvelkolepější architektonické projekty patří Westminsterský palác, jenž byl během jeho vlády značně přestavěn,, pravděpodobně díky inspiraci v pozoruhodné síni Jana z Gentu na hradě Kenilworth ve střední Anglii, dokončené v roce 1391, kde je ve výklencích umístěno patnáct soch králů v životní velikosti. Střecha z kleštin Ardantovy vazby královského tesaře Hugha Herland, „nejúžasnější výtvor středověké dřevěné architektury“, umožnila, aby původní tři románské lodě byly nahrazeny jediným obrovským otevřeným prostorem se stupínkem na konci, kde mohl sám sedět Richard. Přestavba začala na pokyn Jindřicha III. už v roce 1245, ale do doby Richardovy vlády už přes sto let stála.
Obzvláště důležitá je také dvorská záštita nad literaturou, protože se jednalo o období, kdy se angličtina formovala jako literární jazyk. Existuje jen málo důkazů o tom, že Richard zaštiťoval přímo poezii, nicméně tato kultura vzkvétala díky jeho dvoru. Nejvýznamnější básník tohoto období, Geoffrey Chaucer, králi sloužil jako diplomat, celník i hodnostář úřadu, který byl zřízen pro dohled nad stavbou královských hradů a rezidencí (The King's Works) a zároveň tehdy napsal svá nejznámější díla. Také působil ve službách Jana z Gentu a napsal Sen o rytíři (překládaný také jako Kniha o vévodkyni) jako eulogii na Gentovu manželku Blanche. Chaucerův kolega a přítel John Gower napsal Confessio Amantis (Milencova zpověď) podle přímé Richardovy zakázky, ačkoli byl později z krále rozčarován.

## Povaha a hodnocení
Současní spisovatelé, a to dokonce i ti, kteří pro krále měli málo pochopení, se shodli, že Richard byl „neobyčejně obdivuhodným králem“, i když „jeho tvář byla bílá, kulatá a ženská“, což naznačovalo, že mu chyběla mužnost. Byl však atletické postavy a vysoký; když byl v roce 1871 otevřen jeho hrob, zjistilo se, že měřil šest stop, což odpovídá 182 cm. Byl také inteligentní a sečtělý, když se však rozčílil, trochu koktal. Zatímco jeho portrét ve Westminster Abbey zřejmě vykazuje velkou podobnost s králem, Wiltonský diptych krále zobrazuje značně mladšího, než jaký v té době skutečně byl; dá se předpokládat, že tou dobou už měl plnovous. Co se náboženství týče, byl ortodoxní, a především ke konci své vlády se začal ostře stavět proti lollardskému kacířství. Byl mimořádně oddaným stoupencem kultu Eduarda III. Vyznavače a kolem roku 1395 si nechal do svého erbu přidat mytický erb Vyznavače. Přestože nebyl králem válečnickým, jako byl jeho děd, Richarda bavily turnaje i lov.
Veřejné mínění o Richardovi bylo později velmi ovlivněno dramatem Williama Shakespeara Richard II. Richard v Shakespearově podání je krutým, mstivým a nezodpovědným králem, který dosahuje zdání velikosti až poté, co přišel o moc. Jedná se ale o fikci, kde je řada věcí upravena nebo zamlčena. Shakespeare svou hru založil na dílech autorů, jako byli Edward Hall a Samuel Daniel, kteří pro svá díla čerpali z písemností kronikářů jako byl Thomas Walsingham († 1422). Autoři jako Hall a Daniel byli součástí tudorovské historiografie, která měla pro Richarda jen malé pochopení. Tudorovský ortodoxní názor, podporovaný Shakespearem, viděl spojitost válek růží a konfliktů ve veřejnosti, který začal Richardovou údajně špatnou vládou a skončil až příchodem Jindřicha VII. na trůn v roce 1485. Názor, že války růží v patnáctém století měl na svědomí Richard, přetrvával až do konce 19. století, ale ve dvacátém již našel odpůrce. Současní historikové se na války růží dívají spíše odděleně od vlády Richarda II.
Richardův psychický stav stál ve středu historických diskusí už od doby, kdy se tématem začali v 19. století zabývat první akademičtí dějepisci. Prvním z těch, kteří se Richardem II. zabývali jako králem i jako osobou, byl anglikánský biskup William Stubbs. Stubbs zastával názor, že ke konci Richardovy vlády jeho myšlení „zcela ztrácelo rovnováhu“. Historik Anthony Steel, který v roce 1941 sepsal králův kompletní životopis, k tématu zaujal psychoanalytický přístup a usoudil, že král trpěl schizofrenií. To naopak zpochybnil V. H. Galbraith, který tvrdil, že pro takovou diagnózu neexistuje žádný historický podklad, a tento směr sledovali i pozdější historici té doby. Nigel Saul, který napsal poslední akademickou životopisnou knihu o Richardu II., přiznává, že ačkoli nejsou důkazy o králově duševní chorobě, zcela jistě vykazoval znaky narcismu, a ke konci vlády „Richardovo chápání skutečnosti začalo slábnout“.
Jedna ze základních historiografických otázek se týká Richardova politického programu a důvodů, proč selhal. Usuzovalo se, že jeho královský majestát obsahoval prvky rané moderní absolutní monarchie, jejímž příkladem je dynastie Tudorovců. V novější době byl Richardův koncept královského majestátu některými považován za nepříliš odlišný konceptu jeho předků a fakt, že přesně zapadal do rámce tradiční monarchie, mu také umožnil uskutečnit toho tolik, ačkoliv jeho činy byly kontroverzní a nenadálé. Neúčast ve válkách například měla snížit daňové zatížení, což by napomohlo Richardově oblíbenosti v dolní komoře parlamentu, jenže tento slib nikdy nesplnil, poněvadž náklady na vedení dvora, jeho opulentnost a Richardovo marnotratné mecenášství jeho oblíbenců byly nakonec stejně nákladné, jako vedení války, jenže bez jejích výhod. Vydržování armády se snažili později napodobovat Eduard IV. a Jindřich VII., jenže Richardovu výhradní závislost na hrabství Cheshire oslabovala jeho podporu ve zbytku země. Jak podotýká historik Simon Walker: „To, o co se snažil, nebylo (v současné mluvě) ani neospravedlnitelné ani nedosažitelné; to, co ho zradilo, byl jeho způsob hledání.“

## Vývod z předků
|               |                     |  |                           |                        |  |  |  |  |  |  |  | Eduard I. |
|               |                     |  |                           |                        |  |  |  |  |  |  |  |           |
|               | Eduard II.          |  |                           |                        |  |  |  |  |  |  |  |           |
|               |                     |  |                           |                        |  |  |  |  |  |  |  |           |
|               |                     |  |                           | Eleonora Kastilská     |  |  |  |  |  |  |  |           |
|               |                     |  |                           |                        |  |  |  |  |  |  |  |           |
|               | Eduard III.         |  |                           |                        |  |  |  |  |  |  |  |           |
|               |                     |  |                           |                        |  |  |  |  |  |  |  |           |
|               |                     |  |                           | Filip IV. Sličný       |  |  |  |  |  |  |  |           |
|               |                     |  |                           |                        |  |  |  |  |  |  |  |           |
|               | Izabela Francouzská |  |                           |                        |  |  |  |  |  |  |  |           |
|               |                     |  |                           |                        |  |  |  |  |  |  |  |           |
|               |                     |  |                           | Jana I. Navarrská      |  |  |  |  |  |  |  |           |
|               |                     |  |                           |                        |  |  |  |  |  |  |  |           |
|               | Eduard z Woodstocku |  |                           |                        |  |  |  |  |  |  |  |           |
|               |                     |  |                           |                        |  |  |  |  |  |  |  |           |
|               |                     |  |                           | Jan II. Holandský      |  |  |  |  |  |  |  |           |
|               |                     |  |                           |                        |  |  |  |  |  |  |  |           |
|               | Vilém I. Henegavský |  |                           |                        |  |  |  |  |  |  |  |           |
|               |                     |  |                           |                        |  |  |  |  |  |  |  |           |
|               |                     |  |                           | Filipa Lucemburská     |  |  |  |  |  |  |  |           |
|               |                     |  |                           |                        |  |  |  |  |  |  |  |           |
|               | Filipa Henegavská   |  |                           |                        |  |  |  |  |  |  |  |           |
|               |                     |  |                           |                        |  |  |  |  |  |  |  |           |
|               |                     |  |                           | Karel I. z Valois      |  |  |  |  |  |  |  |           |
|               |                     |  |                           |                        |  |  |  |  |  |  |  |           |
|               | Johana z Valois     |  |                           |                        |  |  |  |  |  |  |  |           |
|               |                     |  |                           |                        |  |  |  |  |  |  |  |           |
|               |                     |  |                           | Markéta z Anjou        |  |  |  |  |  |  |  |           |
|               |                     |  |                           |                        |  |  |  |  |  |  |  |           |
| 'Richard II.' |                     |  |                           |                        |  |  |  |  |  |  |  |           |
|               |                     |  |                           |                        |  |  |  |  |  |  |  |           |
|               |                     |  | Jindřich III. Plantagenet |                        |  |  |  |  |  |  |  |           |
|               |                     |  |                           |                        |  |  |  |  |  |  |  |           |
|               | Eduard I.           |  |                           |                        |  |  |  |  |  |  |  |           |
|               |                     |  |                           |                        |  |  |  |  |  |  |  |           |
|               |                     |  |                           | Eleonora Provensálská  |  |  |  |  |  |  |  |           |
|               |                     |  |                           |                        |  |  |  |  |  |  |  |           |
|               | Edmund z Kentu      |  |                           |                        |  |  |  |  |  |  |  |           |
|               |                     |  |                           |                        |  |  |  |  |  |  |  |           |
|               |                     |  |                           | Filip III. Francouzský |  |  |  |  |  |  |  |           |
|               |                     |  |                           |                        |  |  |  |  |  |  |  |           |
|               | Markéta Francouzská |  |                           |                        |  |  |  |  |  |  |  |           |
|               |                     |  |                           |                        |  |  |  |  |  |  |  |           |
|               |                     |  |                           | Marie Brabantská       |  |  |  |  |  |  |  |           |
|               |                     |  |                           |                        |  |  |  |  |  |  |  |           |
|               | Jana z Kentu        |  |                           |                        |  |  |  |  |  |  |  |           |
|               |                     |  |                           |                        |  |  |  |  |  |  |  |           |
|               |                     |  |                           | Balduin z Liddell Wake |  |  |  |  |  |  |  |           |
|               |                     |  |                           |                        |  |  |  |  |  |  |  |           |
|               | Jan Wake            |  |                           |                        |  |  |  |  |  |  |  |           |
|               |                     |  |                           |                        |  |  |  |  |  |  |  |           |
|               |                     |  |                           | Hawisa de Quincy       |  |  |  |  |  |  |  |           |
|               |                     |  |                           |                        |  |  |  |  |  |  |  |           |
|               | Markéta Wakeová     |  |                           |                        |  |  |  |  |  |  |  |           |
|               |                     |  |                           |                        |  |  |  |  |  |  |  |           |
|               |                     |  |                           | Vilém de Fiennes       |  |  |  |  |  |  |  |           |
|               |                     |  |                           |                        |  |  |  |  |  |  |  |           |
|               | Joan de Fiennes     |  |                           |                        |  |  |  |  |  |  |  |           |
|               |                     |  |                           |                        |  |  |  |  |  |  |  |           |
|               |                     |  |                           | Blanka de Brienne      |  |  |  |  |  |  |  |           |
|               |                     |  |                           |                        |  |  |  |  |  |  |  |           |